# Tomasz Tomiak
Tomasz Tomiak (polonès: Tomasz Piotr Tomiak)  (Nowy Tomyśl, 17 de setembre de 1967 - Gdańsk, 21 d'agost de 2020) fou un remer polonès que va competir durant les 1980 i 1990.
El 1992 va prendre part en els Jocs Olímpics d'Estiu de Barcelona, on va guanyar la medalla de bronze en la prova del quatre amb timoner del programa de rem.
En el seu palmarès també destaquen dues medalles al Campionat del món de rem, una de plata i una de bronze, entre les edicions de 1991 i 1993, així com 18 campionats nacionals.